# Dr. Jekyll und Mr. Hyde (1931)
Dr. Jekyll und Mr. Hyde ist ein Film von 1931 vom US-amerikanischen Regisseur Rouben Mamoulian mit Fredric March in der Hauptrolle, der für seine Darstellung den Oscar gewann. Er basiert auf der Erzählung Der seltsame Fall des Dr. Jekyll und Mr. Hyde des britischen Autors Robert Louis Stevenson. Der Film war in Deutschland erstmals am 5. Mai 1970 im Fernsehen zu sehen.

## Handlung
Dr. Jekyll ist beseelt von dem Gedanken, das Gute und das Böse in der menschlichen Seele voneinander trennen zu können, und experimentiert daher mit Chemikalien, um einen Wirkstoff zu finden, der seine Vision Wirklichkeit werden lassen soll.
Im Alltag lebt er seine gute Seite aus, als er zum Beispiel eines Abends nicht am Empfang der Herzogin von Densmore teilnimmt, um stattdessen im Armenkrankenhaus Patienten zu behandeln, oder seine Verlobte Muriel und deren Vater, General Carew, versetzt, um stattdessen eine Bettlerin zu operieren. Nach der Operation kann Dr. Jekyll dann doch noch erscheinen. Er bittet General Carew, Muriel sofort heiraten zu dürfen, muss sich aber von ihm vertrösten lassen.
Auf seinem gemeinsamen Nachhauseweg mit Dr. Lanyon wird er Zeuge eines Überfalls auf die Prostituierte Ivy Pearson. Er greift ein und bringt sie auf ihr Zimmer, auf dem sie ihn zu verführen versucht. Jekyll bleibt nicht unbeeindruckt, doch reagiert er zurückhaltend.
Im heimischen Labor setzt Dr. Jekyll seine Studien fort. In einem ersten Selbstversuch verwandelt sich Dr. Jekyll in ein Monster, das er fortan Mr. Hyde nennt. Als Mr. Hyde sucht er nun des Öfteren Ivy Pearson auf und schreckt in dieser Rolle nicht davor zurück, sie zu schlagen und sexuell zu nötigen.
Dr. Jekyll wird immer mehr von Gewissensbissen geplagt, die ihm sein Alter Ego bereitet. Er schickt Ivy Pearson Geld. Als sie ihn überraschend aufsucht, ist Jekyll erschüttert, als sie ihm Hydes Misshandlungen an ihrem Körper zeigt, und verspricht ihr, dass Hyde sie nie mehr behelligen werde. Als General Carew am folgenden Abend die Hochzeit seiner Tochter und Dr. Jekyll bekanntgeben will, verwandelt Jekyll sich wieder in Hyde und sucht als solcher die sich in Sicherheit wiegende Ivy Pearson auf. Er macht sich über Jekyll lustig und erwürgt Ivy. Über Dr. Jekylls Fernbleiben erbost, verbietet General Carew seiner Tochter den weiteren Umgang mit Jekyll.
Per Brief bittet Dr. Jekyll seinen Freund Lanyon, aus seinem Labor eine Phiole des Verwandlungselixiers zu holen, die später von einem Fremden abgeholt werden soll. Als Hyde erscheint, besteht Lanyon darauf, über Dr. Jekylls Wohlbefinden informiert zu werden. Hyde verwandelt sich zurück, und Dr. Jekyll erzählt ihm die ganze Geschichte. Lanyon zeigt für Dr. Jekylls Versuche kein Verständnis.
Am folgenden Abend sucht Dr. Jekyll Muriel auf, um sie freizugeben. Vor ihrem Haus verwandelt er sich wieder in Mr. Hyde und schleicht sich an die weinende Muriel heran. In der darauf folgenden Panik erschlägt er den General und flüchtet, von der Polizei verfolgt, in sein Labor. Lanyon trifft ein und führt die Polizei in Dr. Jekylls Labor, der sich inzwischen wieder zurückverwandelt hat. Als Lanyon der Polizei im Labor den Übeltäter verrät, verwandelt Dr. Jekyll sich erneut in Mr. Hyde und wird von der Polizei erschossen. Ein letztes Mal verwandelt sich Mr. Hyde in Dr. Jekyll zurück.

## Hintergrund
Der Film wurde wegweisend in Dramaturgie und Tricktechnik, beispielsweise im Einsatz der subjektiven Kamera oder in den Verwandlungsszenen, in denen spezielle Filter das Make-up bei Hauptdarsteller Fredric March zur Geltung brachten.
Nach der Uraufführung rief der Film die Zensur auf den Plan. In einigen US-Bundesstaaten wurden Szenen, die Gewalt und erotische Anspielungen enthielten, geschnitten. In Deutschland wurde er von den Nationalsozialisten sogar ganz verboten. 1935 plante Paramount eine Wiederaufführung des Films und entfernte ganze 14 Minuten aus dem Film, zu denen auch unverfängliche Szenen gehörten, wie zum Beispiel Dr. Jekylls Trennung von Muriel. Etwa 70 Jahre nach der Premiere konnte die ursprüngliche Laufzeit wiederhergestellt werden.

## Synchronisation
Vom Kinofilm Dr. Jekyll und Mr. Hyde entstanden in den Jahren 1969 und 1989 zwei unterschiedliche Synchronfassungen.
| Rolle                              | Schauspieler     | Fassung 1969        | Fassung 1989           |
| ---------------------------------- | ---------------- | ------------------- | ---------------------- |
| Dr. Henry Jekyll / Mr. Edward Hyde | Fredric March    | Fred Maire          | Joachim Kerzel         |
| Ivy Pierson                        | Miriam Hopkins   | Rose-Marie Kirstein | Katharina Gräfe        |
| Muriel Carew                       | Rose Hobart      | ?                   | Susanna Bonasewicz     |
| Dr. Hastie Lanyon                  | Holmes Herbert   | ?                   | Reinhard Kuhnert       |
| Brigadiergeneral Sir Danvers Carew | Halliwell Hobbes | ?                   | Friedrich Schoenfelder |
| Poole                              | Edgar Norton     | ?                   | Harry Wüstenhagen      |

## Auszeichnungen
- Oscar
  - Fredric March (ausgezeichnet als Bester Hauptdarsteller)
  - Karl Struss (Nominiert für die Beste Kamera)
  - Percy Heath und Samuel Hoffenstein (Nominiert für das Beste Drehbuch)

- Filmfestival von Venedig[3]
  - Publikumspreis als originellster phantastischer Film
  - Fredric March (Publikumspreis als beliebtester Hauptdarsteller)

## Kritiken
Die Kritiken zu Dr. Jekyll und Mr. Hyde fallen bis heute weitestgehend positiv aus, Mamoulians Werk gilt als Filmklassiker und wird oft auch als beste Filmversion von Stevensons Roman beschrieben. Bei Rotten Tomatoes besitzt der Film, basierend auf 27 Kritiken, eine positive Wertung von 93 % mit einer Durchschnittswertung von 8,3 Punkten.
Das rororo Filmlexikon schreibt: „In dieser besten aller Verfilmungen von Stevensons Novelle bestätigte Mamoulian seinen Ruf als experimentierfreudiger Regisseur mit einigen verblüffend wirkungsvollen Neuerungen.“ Das Lexikon des Internationalen Films urteilt ebenfalls positiv: „Klassischer Horrorfilm, der als die beste der über 50 Verfilmungen von R. L. Stevensons Roman gilt. Das ursprüngliche Thema der Vorlage, Gut und Böse in der menschlichen Seele, wurde neu gestaltet als philosophische Reflexion über Natur und Zivilisation, verzichtend auf moralische Wertungen. Die brillante Trickgestaltung sowie der planmäßige Einsatz der subjektiven Kamera machen Mamoulians Werk auch filmgeschichtlich interessant.“ Adolf Heinzlmeier und Berndt Schulz schrieben im Lexikon „Filme im Fernsehen“: „Die berühmte (Kino-)Fabel […] wurde nie brillanter verfilmt; subjektive Kamera, tricktechnisch hervorragend […].“ (Wertung: 3 Sterne = sehr gut)